# Nikolaj Barkovský
Nikolaj Barkovský nebo též Mikalai Barkouski, (bělorusky: Николай Барковский), (* 18. březen 1981 Sovětský svaz) je bývalý reprezentant Běloruska v judu.
Prakticky celou kariéru byl ve stínu Sergeje Šundikova. Poprvé dostal příležitost na velkém turnaji až v roce 2008, kdy se Šundikov zotavoval z operace. Od roku 2010 se zavedením nových pravidel se přestal účastnit i světového poháru.

## Výsledky
| Turnaj             | 2008 | 2009 |
| ------------------ | ---- | ---- |
| Mistrovství Evropy | 3.   | úč.  |